# Gilbert Pradet
 (décembre 2009).
Si vous disposez d'ouvrages ou d'articles de référence ou si vous connaissez des sites web de qualité traitant du thème abordé ici, merci de compléter l'article en donnant les références utiles à sa vérifiabilité et en les liant à la section « Notes et références ».
Gilbert Pradet, né le 11 mai 1915 à Paris et mort le 5 mai 1979 dans la même ville, est un résistant, écrivain et journaliste français. Sous le pseudonyme de Guy Vinatrel, il a publié des ouvrages sur l'URSS, les camps de concentration soviétiques, la franc-maçonnerie, ainsi que divers articles dans la presse libertaire.

## Biographie
Gilbert Pradet est né à Paris en 1915. Il était parent par une tante maternelle d'un directeur-gérant du Bazar de l'Hôtel de Ville ; son père était marchand de chaussures, franc-maçon au Grand Orient de France, et sa mère catholique pratiquante, native des Vosges. Il fut élève des oratoriens (École Massillon) et étudiant à l'École nationale des Langues orientales à Paris, il  y apprit le russe et l'allemand.
Ruiné par la Première Guerre mondiale, son père devint huissier. Il mourut  à Paris. Sa veuve trouva un emploi au Bazar de l'Hôtel de Ville. Jusqu'à la mort de son père, Gilbert Pradet  militait à la Jeunesse étudiante chrétienne, dans la mouvance sociale de la J.O.C et s'opposait à l'antisémitisme (alors fréquent chez les étudiants parisiens et l'extrême-droite républicaine comme chez les conservateurs chrétiens) il s'inquiéte  de la montée du nazisme en Allemagne, entre alors au Parti communiste français, dans la cellule de son quartier .
Il y découvre le marxisme et l'internationale communiste et fait partie des fondateurs de la première cellule du PCF au Bazar de l'Hôtel de Ville, ce qui lui vaut d'en être licencié[réf. souhaitée].
Pradet-Vinatrel étudie l'allemand et fait une demande de bourse d'étudiant pour Moscou, soutenu par sa cellule locale, puis part en formation à Berlin avant l'arrivée d'Hitler au pouvoir.
À Berlin, il perfectionna à la fois son allemand et son russe (nombreuse communauté étudiante russophone à Berlin) tout en perdant ses illusions sur Staline et les régimes autoritaires. À Berlin, il découvrit avec stupéfaction que des chefs communistes locaux étaient dénoncés aux nazis sur ordres venus de Moscou, Staline souhaitant limiter l'indépendance du Parti communiste d'Allemagne vis-à-vis des soviétiques et qu'il y avait un parti "national bolchevik" qui par tactique coopérait avec les nazis.
À Berlin, il découvre l'influence du député nazi (depuis 1928) Goebbels qui par son mariage avec une riche divorcée très mondaine et les milieux artistiques tchèques, rassure  certains de ceux qui deviendront ses victimes quand il sera promu ministre de la propagande du 3e Reich. Il découvre aussi le défaitisme  des  syndicats réformistes restant inactifs lors de la grève des transports de 1931 (8 décembre) alors que les nazis se mobilisaient massivement et venaient en camion de partout pour démolir les grévistes.
De retour en France, Gilbert Pradet poursuivit ses études. Il fut exclu de sa section locale du  PCF en 1934 pour s'être opposé aux accords militaires et autres, germano-soviétiques  cités plus haut, mais sa demande d'étude en Russie suivant son cours, il part comme boursier à Moscou  Il y découvrit la réalité de l'existence du goulag, car certains de ses amis étudiants, fils d'apparatchiks, y furent envoyés, comme de nombreux étudiants étrangers et ayant des liens à l’étranger  il devint suspect lui-même et menacé d'arrestation. Il put quitter l'URSS par la mer Noire, l'Ukraine, la Grèce et revint en France par les ports de Salonique et Marseille. Il quitte alors  définitivement le Parti communiste pour rejoindre la SFIO de Marceau Pivert, qui réclamait une plus grande autonomie pour les Algériens. il s'en séparera quand Marceau Pivert prit ses options plus extrémistes.
Revenu en France en 1935, il fut responsable des Jeunesses socialistes à Paris et  devint proche de Léon Blum. Au début de la guerre d'Espagne, il se porta volontaire dans l'armée républicaine espagnole qui s'organisait alors. Il  participa aux combats avec les républicains et libertaires espagnols.
Revenu en France en 1936, il rejoignit le Grand Orient de France, puis fut renvoyé en Espagne par Léon Blum comme « observateur » et fut l'un des derniers à pouvoir quitter Barcelone encerclée.
En 1939, Vinatrel fut mobilisé dans l'armée française, sur le front de l'est, dans un régiment de cavalerie à cheval. Après la drôle de guerre, son régiment encerclé par l'armée allemande se réunit avec d'autres (notamment des goumiers marocains et des soldats polonais  libres engagés dans l’armée française (86.000 en France). 
Démobilisé, Vinatrel rejoint la résistance en Haute-Savoie, et une loge maçonnique locale [Laquelle ?] devenue réseau d'information des Alliés, avant de trouver un emploi dans le sud-ouest puis de participer à un réseau de résistance dans l'administration française pendant que son épouse participe à de  nombreuses actions d'aide aux prisonniers évadés, au transfert en Suisse  d'enfants menacés, de réfractaires et diverses missions de résistance des réseaux Buckmaster ou anglais, en relation avec des maquis, son domicile servant notamment de repère pour les parachutages à divers maquis locaux.
Engagé dans l'armée du général De Lattre, Pradet-Vinatrel participa ensuite à la libération de l'Alsace. Le parti communiste lui proposa  alors un poste d'élu comme résistant de la première heure, ce qu'il refusa. Le PCF l'accusa par la suite [Quand ?] d'avoir été collaborateur, parce que son réseau de résistance l'avait envoyé (en 1941) à  Vichy - où sa connaissance de l'allemand et du russe rendit de précieux services en permettant d'avertir les résistants menacés ou de  reporter  les parachutages dénoncés par des "anonymes" (qui devaient signer avec leur nom et adresse). Bénéficiant d'un non-lieu après un an de détention préventive, il put reprendre sa carrière de journaliste parisien indépendant.
Il fut un conseiller apprécié de Jacques Chaban-Delmas, Edgar Faure, Jacques Soustelle et Georges Bidault, et l'un des fondateurs du Club des montagnards, puis de revues, Contacts littéraires et le Courrier d'Extrême-Orient. Il fut proche des gaullistes de gauche de Léo Hamon et Jacques Debû-Bridel, soutenant les relations du révérend père Riquet, pour favoriser les relations entre les catholiques, le Vatican, avec des francs-maçons anciens résistants comme Léon Boutbien, de religieux assomptionnistes, et de déportés survivants de toutes tendances, libertaires notamment, ce qui lui valut l'hostilité active de beaucoup dans tous  ces milieux. Il soutint la participation des salariés au conseil d'administration comme actionnaires afin d'être informés, la réforme de l'éducation nationale dans un sens plus progressiste, la prise en compte de l'acupuncture par la sécurité sociale, le secret légal accordé aux journalistes quant au secret de l'identité de leurs informateurs.
Il créa  divers périodiques lors des élections et surtout destinés aux milieux culturels engagés au centre. Il traduisit Teilhard de Chardin d'après des textes allemands[réf. souhaitée], divers ouvrages qui font référence sur le goulag en URSS et sur les camps de concentration, ses souvenirs de la Guerre d'Espagne et des reportages sur Tchang Kaï-chek et Les Aventures du colonel Stepanov un jeune et dynamique capitaine du KGB  "James Bond russe".
Il fonde en 1971 avec notamment André Weil-Curiel et Léon Boutbien le mouvement Présence socialiste, dirigé par ce dernier. Ce mouvement favorable à une socialisme réformiste intègre la majorité gaulliste puis giscardienne, notamment par anticommunisme et refus du Programme commun entre le Parti socialiste de François Mitterrand et le Parti communiste,,,,. 
Il est mort en 1980 et a fait don de son corps à la science.

## Publications

### Essais
- L’U.R.S.S. concentrationnaire  - Travail forcé, esclavage en Russie soviétique, Spartacus, 1949. (ensemble de documents réunis par Guy Vinatrel)
- Communisme et franc-maçonnerie, Les Presses Continentales, 1961.

### Roman
- Les Aventures du colonel Stepanov

### Traduction
- Elinor Lipper, Onze ans dans les bagnes soviétiques, traduit de l'allemand, Nagel, Paris, 1950. Réédition 1970.